# Вилмингтон (округ Грин, Илиноис)
Вилмингтон (енгл. Wilmington, Greene County) град је у америчкој савезној држави Илиноис.

## Демографија
По попису из 2010. године број становника је 142, што је 22 (18,3%) становника више него 2000. године.
| Група             | 2000.       | 2010.        |
| Белци             | 117 (97,5%) | 142 (100,0%) |
| Афроамериканци    | 0 (0,0%)    | 0 (0,0%)     |
| Азијати           | 0 (0,0%)    | 0 (0,0%)     |
| Хиспаноамериканци | 0 (0,0%)    | 0 (0,0%)     |
| Укупно            | 120         | 142          |